# Афрании
Афра́нии (лат. Afranii) — римское родовое имя в плебейской среде, которое носили, в частности, Луций Афраний, консул 60 года до н. э., приближённый и личный приверженец Гнея Помпея, сражавшийся против Юлия Цезаря в Испании и Африке. После битвы при Тапсе (апрель 46 года до н. э.) он был захвачен в плен, но вскоре убит солдатами Цезаря (без ведома полководца). То же имя, Луций Афраний, носил также римский писатель комедий (ок. 150—90 до н. э.), один из известных поэтов-комедиографов того направления, которое, свободно подражая образцам новогреческой комедии, создало национальную комедию в Риме, сюжеты которой брались из народной жизни (лат. fabula togata).
Из числа прочих Афраниев следует выделить также Гая Афрания Стеллиона (ум. после 183 до н. э.), народного трибуна около 196 до н. э., который первым среди представителей данного семейства смог достичь претуры (в 185 году), Афранию (у Ульпиана — «Карфанию»; ум. 48 до н. э.), предполагаемую сестру консула 60 года до н. э. и супругу сенатора (Гая) Лициния Буккона, и Секста Афрания Бурра (ум. 62), военачальника и наставника императора Нерона, префекта преторианцев во времена правления своего воспитанника.

## В литературе
В романе М. А. Булгакова «Мастер и Маргарита» это имя носит начальник тайной стражи прокуратора Иудеи Понтия Пилата.

— Помилуйте, что вы делаете, Афраний, ведь печати-то, наверное, храмовые!
— Прокуратору не стоит беспокоить себя этим вопросом, — ответил Афраний, закрывая пакет.
— Неужели все печати есть у вас? — рассмеявшись, спросил Пилат.
— Иначе быть не может, прокуратор, — безо всякого смеха, очень сурово ответил Афраний.
М. Булгаков.

- Мастер и Маргарита — Михаил Булгаков.
- Евангелие от Афрания — Кирилл Еськов.

Образ Афрания, созданный Булгаковым, — это умный, исполнительный и верный прокуратору начальник тайной стражи, готовый выполнить любое поручение для укрепления римской власти. С прокуратором Афраний держится почтительно, но без подобострастия.

## Образ Афрания в кинематографе
| Название           | Стана          | Год  | Режиссёр        | В роли Афрания                                     |
| ------------------ | -------------- | ---- | --------------- | -------------------------------------------------- |
| Пилат и другие     | ФРГ            | 1972 | Анджей Вайда    | Анджей Лапицкий                                    |
| Мастер и Маргарита | Польша         | 1988 | Мацей Войтышко  | Марек Обертын                                      |
| Инцидент в Иудее   | Великобритания | 1991 | Пол Брайерс     | Джим Картер                                        |
| Мастер и Маргарита | Россия         | 1994 | Юрий Кара       | Юрий Шерстнёв                                      |
| Мастер и Маргарита | Россия         | 2005 | Владимир Бортко | Любомирас Лауцявичюс (озвучивает Олег Басилашвили) |